# Octavia E. Butler
Octavia E. Butler, all'anagrafe Octavia Estelle Butler (Pasadena, 22 giugno 1947 – Washington, 24 febbraio 2006), è stata una scrittrice statunitense.
Importante voce del movimento afrofuturista, ha vinto tutti i maggiori premi di fantascienza ed è tra gli artisti ricordati nella Science Fiction Hall of Fame.

## Biografia
Orfana di padre, ebbe un'infanzia difficile e povera. Frequentò la scuola con difficoltà a causa della dislessia di cui soffriva e del carattere timido e sognatore. Tali esperienze negative si riflessero nelle atmosfere malinconiche delle sue storie e nei suoi personaggi.
Lei stessa si definì "una pessimista, se non sto attenta, una femminista sempre, una nera, una tranquilla egoista, un'ex Battista, un'incoerente combinazione di ambizione, pigrizia, insicurezza, convinzione e determinazione".
La scrittrice si diplomò nel 1968 al Pasadena City College e frequentò l'Università statale della California e l'Università della California, entrambe a Los Angeles.
Octavia Butler esordì nel 1971 con Crossover, un racconto pubblicato nell'antologia Clarion senza troppo successo, riconoscimento che invece le giunse con la serie dei "Patternisti" (Patternmasters) pubblicata fra il 1976 e il 1984. Degna di nota la sua produzione di narrativa breve, seppure limitata, concentrata soprattutto fra il 1984 e il 1987. Butler ha scritto pochi racconti, ma tutti hanno riscosso grande successo tanto da fruttarle i maggiori premi letterari.
Dopo la morte, avvenuta nel 2006, le opere di Octavia Butler sono state riscoperte, nel solco della corrente letteraria dell'afrofuturismo che vede nell'autrice uno dei suoi massimi esponenti.

## Opere

### Ciclo dei Patternisti
La tetralogia fu composta in ordine anacronico e successivamente riordinata secondo la cronologia interna, che fu sancita dall'edizione in volume omnibus Seed to Harvest, Warner Books, 2007.
1. Seme selvaggio (Wild Seed), Doubleday, 1980. Trad. Lidia Perria, IperFICTION, Interno Giallo, 1991.
2. La nuova stirpe (Mind of My Mind), Doubleday, 1977. Trad. Lidia Perria, IperFICTION, Interno Giallo, 1993.
3. Incidente nel deserto (Clay's Ark), St. Martin's Press, 1984. Trad. Beata Della Frattina, Urania n.989, Arnoldo Mondadori Editore, 3 febbraio 1985.
4. Patternmaster, Doubleday, 1976.

Pertiene al ciclo anche un quinto romanzo, collocato cronologicamente fra il secondo e terzo episodio, che l'autrice disconobbe e rifiutò di ristampare nei primi anni Ottanta.
- Sopravvissuta (Survivor), Doubleday, 1978. Trad. Lidia Perria, IperFICTION, Interno Giallo, 1994.

Dopo la morte di Butler, inoltre, è stato scoperto un racconto autoconclusivo che funge da antefatto agli eventi del romanzo Sopravvissuta:
- A Necessary Being, nella raccolta Unexpected Stories, a cura di Walter Mosley e Merrilee Heifetz, Open Road Media, 2014.

### Ciclo della Xenogenesi
1. Ultima Genesi (Dawn), Warner Books, 1987. Trad. Gaetano Staffilano, Urania n.1058, Arnoldo Mondadori Editore, 27 settembre 1987.
2. Ritorno alla Terra (Adulthood Rites), Warner Books, 1988. Trad. Gaetano Staffilano, Urania n.1089, Arnoldo Mondadori Editore, 4 dicembre 1988.
3. Imago, Warner Books, 1989.

La trilogia è stata riunita per la prima volta nel volume omnibus Xenogenesis, GuildAmerica Books, 1989.

### Ciclo delle Parabole
1. La parabola del seminatore (Parable of the Sower), Four Walls Eight Windows, 1993. Trad. Anna Polo, Solaria 4, Fanucci Editore, 2000. Nuova trad. Martina Testa, BIGSUR 87, Edizioni SUR, 2024.
2. La parabola dei talenti (Parable of the Talents), Seven Stories Press, 1998. Trad. Anna Polo, Solaria Collezione 4, Fanucci Editore, 2001.

La dilogia è stata riunita per la prima volta nel volume omnibus The Parable of the Sower / The Parable of the Talents, Seven Stories Press, 2016.

### Romanzi autoconclusivi
- Legami di sangue (Kindred), Doubleday, 1979. Trad. Paola Andreaus, Urania n.1238, Arnoldo Mondadori Editore, 21 agosto 1994, Edizioni Sur, 2005.
- La luce del sole (Fledgling), Seven Stories Press, 2005. Trad. Marco Raspa, Tif Extra, Fanucci Editore, 2013.

### Raccolte di racconti
- La sera, il giorno e la notte (Bloodchild and Other Stories), Four Walls Eight Windows, 1995; riedito in versione espansa per Seven Stories Press, 2011. Trad. Veronica Raimo, BIGSUR 58, Edizioni SUR, 2021. Raccoglie sette racconti (di cui due aggiunti nella seconda edizione) e due saggi, con prefazione dell'autrice e sue note a ciascun testo.
- Unexpected Stories, a cura di Walter Mosley e Merrilee Heifetz, Open Road Integrated Media, 2014. Raccoglie due racconti giovanili fino ad allora inediti: uno autoconclusivo e uno afferente al ciclo dei Patternisti.

### Edizioni in volume omnibus
- Octavia E. Butler: Kindred, Fledgling, Collected Stories, a cura di Gerry Canavan e Nisi Shawl, The Library of America n.338, 2021. Comprende i romanzi Legami di sangue e La luce del sole, la raccolta di racconti La sera, il giorno e la notte, il racconto autoconclusivo presente in Unexpected Stories, e due saggi.

## Riconoscimenti
Lo scrittrice ha vinto i seguenti premi:

### 1984
- Premio Hugo per il miglior racconto breve a Il suono delle parole (Speech Sounds).[1]

### 1985
- Science Fiction Chronicle Readers Poll per il miglior racconto a Figlio di sangue (Bloodchild);[1]
- Premio Hugo per il miglior racconto a Figlio di sangue (Bloodchild);[1]
- Premio Locus per il miglior racconto lungo a Figlio di sangue (Bloodchild);[1]
- Premio Nebula per il miglior racconto a Figlio di sangue (Bloodchild).[1]

### 1988
- Science Fiction Chronicle Readers Poll per il miglior racconto a La sera, il giorno e la notte (The Evening and the Morning and the Night).[1]

### 1995
- MacArthur Fellows Program conferito dalla Fondazione MacArthur.[8]

### 2000
- Premio Nebula per il miglior romanzo a La parabola dei talenti (Parable of the Talents).[1]

### 2010
- Introdotta nella Science Fiction Hall of Fame.

### 2012
- Solstice Award alla carriera conferito dalla Science Fiction and Fantasy Writers of America.[1]

### 2018
- Premio Bram Stoker per il miglior romanzo grafico per Kindred: A Graphic Novel Adaptation.[1]

### 2021
- Premio Hugo per la migliore storia grafica per Parable of the Sower: A Graphic Novel Adaptation.[1]

### 2022
- Forry Award conferito dalla Los Angeles Science Fantasy Society.[1]